# Anthems for the Imperfect
| Críticas profissionais | Críticas profissionais |
| Avaliações da crítica  | Avaliações da crítica  |
| Fonte                  | Avaliação              |
| ---------------------- | ---------------------- |
| allmusic               | [ 2 ]                  |
| Jesus Freak Hideout    | [ 1 ]                  |

Anthems for the Imperfect é o terceiro álbum de estúdio da banda Everyday Sunday, lançado a 18 de maio de 2004.

## Faixas
1. "I Wish I Could Say" — 3:00
2. "Bring It On"	— 2:52
3. "Gypsy Girl (What Love Is)" — 3:50
4. "I Won't Give Up" — 4:27
5. "Something" — 3:05
6. "Herself (I Want a Girl)" — 2:21
7. "Freshman Year" — 3:50
8. "Comfort Zone" — 2:42
9. "To the Skies" — 3:05
10. "Star of the Show" — 2:54
11. "Untitled, Anonymous" — 3:45
12. "The One" — 3:10

## Desempenho nas paradas musicais
| Parada musical (2004)                 | Posição |
| ------------------------------------- | ------- |
| Estados Unidos - Top Christian Albums | 33      |

## Créditos
- Trey Pearson — Vocal
- Jason Siemer — Guitarra, vocal de apoio
- Andrew Martin — Guitarra, vocal de apoio
- Dan Hunter — Baixo
- Chris Hines — Bateria, vocal de apoio